# 宏毅祠
29°32′57″N 117°34′33″E / 29.54917°N 117.57583°E
宏毅祠位于中国江西省景德镇市浮梁县瑶里镇瑶里社区，吴家宗祠的北侧，是一座分祠。宏毅祠建于清代，前后两进，包括门楼、享堂和后寝。1938年，红军游击队曾在此进行教育，2013年3月5日，瑶里改编旧址，包括瑶里程氏宗祠与宏毅祠、敬义堂三处建筑，公布为全国重点文物保护单位。
- 宏毅祠